# Laktator

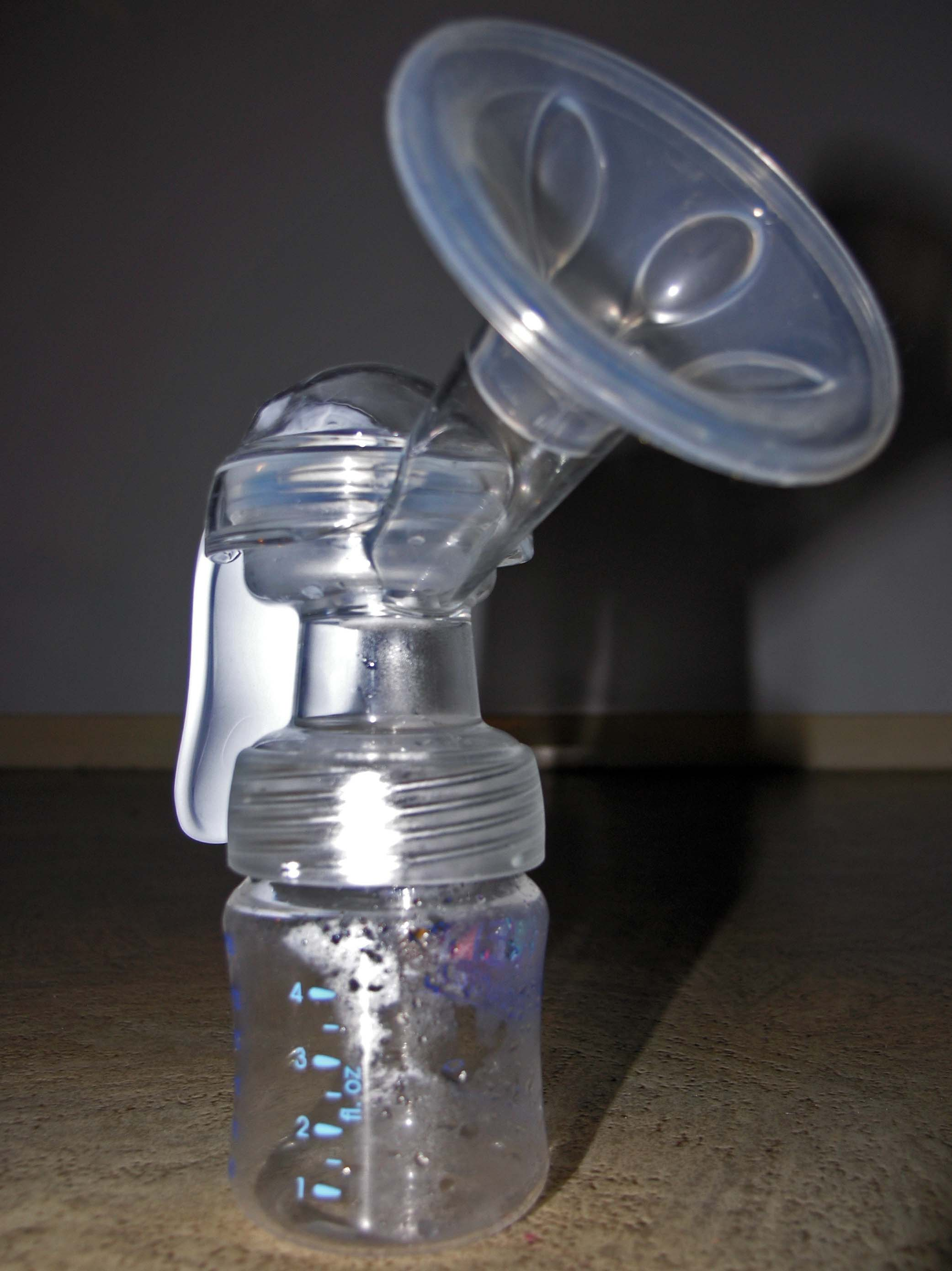
Laktator ręczny

Laktator (odciągacz pokarmu) – urządzenie pozwalające karmiącym kobietom na odciąganie pokarmu. Urządzenie pozwala w łatwy sposób odciągać pokarm i podawać go w butelce dzieciom, które nie potrafią samodzielnie ssać (np. wcześniakom), lub gdy kobieta karmiąca ma w planie kilkugodzinną nieobecność i chce podać dziecku swój pokarm; pozwala też poradzić sobie z bolesnością piersi lub nawałem pokarmu. Na rynku dostępne są laktatory ręczne oraz elektryczne.